# O Símbolo Perdido
O Símbolo Perdido (Título original em inglês: The Lost Symbol) é o quinto livro de ficção do escritor norte-americano Dan Brown. O livro aborda a maçonaria nos Estados Unidos e seus vários símbolos ocultos, bem como os fundadores da nação americana envolvidos com a irmandade.
O Símbolo Perdido foi lançado, em língua inglesa, no dia 15 de Setembro de 2009 com uma tiragem inicial de 5 milhões de exemplares. A edição brasileira seria lançada no dia 24 de novembro com uma tiragem inicial de 400 mil exemplares, mas a demanda foi tão grande que a Sextante, editora do livro no Brasil, antecipou a distribuição e dobrou o número de cópias para 800 mil. No primeiro dia de vendas o livro vendeu 1 milhão de copias nos Estados Unidos, no Canadá e no Reino Unido.

## Sinopse
Chamado por seu amigo Peter Solomon para dar uma palestra em Washington, Robert Langdon viaja até a capital americana, mas ao entrar no palco para iniciar a palestra descobre que tudo aquilo foi uma forma de atraí-lo até ali para iniciar uma busca por um antigo portal místico que tornaria possível a Apoteose. Robert vê-se então forçado a colaborar com Mal`akh, vilão que esquematiza todos os passos de Langdon para que este decifre e revele o segredo da Pirâmide Maçônica, para que assim Mal`akh tenha acesso ao poder prerrogado pela lenda dos Antigos Mistérios. No desenrolar da trama Robert recebe ajuda de Katherine Solomon, irmã de Peter que está sendo mantido refém pelo vilão da história. Katherine é uma pesquisadora de um novo ramo da ciência, a Noética. Juntos vão decifrando os segredos escondidos na Pirâmide e se aproximando cada vez mais do grande Símbolo Perdido, palavra que quando entendida daria ao homem um poder sobre-humano.

## Personagens
- Robert Langdon, simbologista da Universidade de Harvard e protagonista do livro
- Mal'akh, vilão da história que possui o corpo todo tatuado
- Peter Solomon, secretario de Smithsonian, bilionário, Maçon e amigo de Robert Langdon
- Katherine Solomon, cientista teórica das ciências noéticas, irmã de Peter Solomon
- Isabel Solomon, mãe de Peter e Katherine Solomon, avó de Zachary Solomon
- Trish Dunne, Assistente de Katherine Solomon
- Mark Zoubianis, hacker e amigo de Trish
- Warren Bellamy, Arquiteto do Capitólio e Maçon de 33º grau
- Inoue Sato, chefe do Office of Security da CIA
- Nola Kaye, Analista da CIA
- Rick Parrish, especialista em segurança da CIA
- Turner Simkins, líder de operações de campo da CIA
- Reverendo Colin Galloway, reitor da Catedral de Washington
- Trent Anderson, chefe da polícia do Capitólio
- Alfonso Nuñez, guarda de segurança Capitólio
- Jonas Faukman, editor de Nova Iorque
- Omar Amirana, um taxista da cidade de Washington, D.C.

## Lugares

### Visitados
| - Adams Building - Aeroporto Dulles - Aeroporto Logan - Arlington Memorial Bridge - Avenida New Hampshire - Avenida Pensilvânia - Biblioteca do Congresso dos Estados Unidos - Biblioteca Folger Shakespeare - Capitólio dos Estados Unidos - Casa do Templo - Catedral Nacional de Washington - Centro de Apoio dos Museus Smithsonian - Centro de Visitantes do Capitólio | - Cripta do Capitólio dos Estados Unidos - Dupont Circle - Franklin Square - Jardim Botânico dos Estados Unidos - King Street, estação de metrô - Metro Center, estação de metrô - Monumento a Washington - Monumento Maçônico Nacional a George Washington - Praça da Liberdade (Freedom Plaza) - Rio Potomac - Rotunda do Capitólio dos Estados Unidos - Salão Nacional das Estátuas, no Capitólio - Universidade Harvard |

### Mencionados
| - Abadia de Westminster - Academia Phillips Exeter - Agência Central de Inteligência (CIA) - Alexandria (Virgínia) - Antigo Egito - Baía de Chesapeake - Basílica de São Pedro - Biblioteca Pública de Nova Iorque - Boston - Cambridge (Massachusetts) - Capela de Rosslyn - Capela Sistina - Casa Branca - Castelo Smithsoniano - Central Park, no Upper West Side - Colina do Capitólio - Estreito de Bósforo - Embassy Row na Avenida Massachusetts - Farol de Alexandria - Foggy Bottom - Franklin School - Grand Canyon - Greenwich Village - Hotel Willard - Jefferson Memorial | - Instituto de Ciências Noéticas - Instituto Smithsonian - Kartal, Istambul, Turquia - KGB - Kryptos, na CIA - Laboratório de Pesquisas de Anomalias da Engenharia - Laboratórios Nacional de Sandia - Langley (Virgínia) - Lincoln Memorial - Loja de Potomac nº 5 - Manhattan - Manzanar (Califórnia) - Mar Adriático - Mar de Mármara - Mar Egeu - Míconos, ilha na Grécia - Metropolitan de Nova Iorque - Museu Britânico - Museu Hermitage - Museu de História Indígena Norte-Americana - Museu do Ar e Espaço (mencionado no livro como Museu Aeroespacial) - Museu Nacional de História Natural - Museu do Vaticano - NASA - National Cathedral School | - National Mall - National Gallery (Londres) - Panteão (Roma) - Parque Stanton - Partenon de Atenas - Pearl Harbor - Pirâmide de Chichén Itzá - Real Sociedade de Londres - Rio Anacostia - Rio Tiber - Rio Tibre - Robert F. Kennedy Memorial Stadium, estádio do Washington Redskins - Siro, ilha grega - Suitland Parkway - Teatro Sanders, na Universidade Harvard - Templo de Vesta - Tenleytown - Tidal Basin - Think tank - colégio invisível - Torre Eiffel - Union Station (Washington) - Universidade de Princeton - Universidade Yale - Vermont |

## Filme
A Columbia Pictures iniciou a adaptação do livro, com lançamento previsto para 2013. Provavelmente, Tom Hanks faria o papel de Robert Langdon, com a produção de  Brian Grazer e John Calley, sem diretor definido (Ron Howard foi cogitado). Steven Knight foi convidado a escrever o roteiro, mas foi substituído em dezembro de 2010 pelo próprio Brown. No entanto, em julho de 2013, a Sony desistiu de adaptar o filme, alegando que pretende focar no sexto livro do escritor Dan Brown.